# Detroit Rock City
"Detroit Rock City" är en låt från 1976 av Kiss. Den är skriven av Paul Stanley och Bob Ezrin, utgavs som singel den 28 juli 1976 och utgör öppningsspåret på studioalbumet Destroyer från samma år.
"Detroit Rock City" är baserad på en verklig händelse. Låten handlar om ett fan som omkom i en bilolycka när han var på väg till en av Kiss' konserter i North Carolina på deras Dressed To Kill Tour 1975. Det intressanta är att man valt att döpa låten till Detroit när låten egentligen utspelar sig på väg till North Carolina. Paul Stanley har själv yttrat sig om det "Vi spelade som huvudband i Detroit när folket knappt kände igen oss någonstans. Jag skrev låten som en hyllning till Detroit." Paul sjunger även lead på låten.
Låten innehåller ett par grunddelar från Two Timer och en basstruktur från den tidiga låten "Much Too Young" som för övrigt är en del av Love Theme From Kiss. Bob Ezrin skrev det kända stämgitarrsolot och gav sin röst till nyhetsuppläsandet i början av låten, inte Gene Simmons som det länge har sagts. Bob fixade även till en del ljudeffekter till låten. 
Det är ett långt intro i låten där man hör en person kliva in i en bil och köra till konserten; i högtalarna ljuder låten "Rock and Roll All Nite".
Gene kommenterade att hans basspel skiljde sig från hans andra låtar. Här var det mer R&B än rock. Bob Ezrin skrev det välkända gitarrsolot som skiljer sig mycket från Ace Frehleys vanliga solon. Peter Criss introducerade ett nytt trumkomp till låten vilket han gjorde till alla låtar på skivan. Ezrin spelar piano på låten för att ackompanjera gitarrerna. 
"Detroit Rock City" är en av Kiss mest kända låtar. Singeln kom på en 87:e plats i USA och 14:e i Tyskland. "Detroit Rock City" har spelats på alla Kiss-konserter (sedan släppet), både som öppnings- och avslutningslåt.